# Terímenes d'Esparta
Terímenes (en grec antic: Θηριμένης, llatí: Therimenes) fou un militar espartà durant la Guerra del Peloponnès.
L'any 412 aC el van enviar amb un reforç de 55 vaixells dels peloponnesis i grecs de Sicília per ajudar l'almirall Astíoc, que estava a la costa asiàtica. La seva oportuna arribada va salvar Milet, que els atenesos eren a punt d'assetjar.
Després van ajudar al sàtrapa Tisafernes en la submissió de Iasos i la captura del general Amorges. Acabada aquesta ajuda, va retornar a Milet, on va disputar amb Tisafernes sobre la quantia del pagament pels seus serveis, perquè ell no era almirall. Finalment es va arribar a un acord, i tot seguit Terímenes va lliurar la flota a Astíoc.
Va retornar amb un petit vaixell, i Tucídides deixa entendre que es va ofegar durant el retorn, el mateix any 412 aC.